# Iványi-patak
Az Iványi-patak a Mátrában ered, Mátraterenyétől déli irányban, Nógrád vármegyében, mintegy 470 méteres tengerszint feletti magasságban. A patak a Zagyva bal parti mellékvize. A patak forrásától kezdve északi irányban halad, majd Mátraterenyénél éri el a Zagyvát.
Mátraterenye előtt a Tószeri-patak torkollik belé.
Az Iványi-patak vízgazdálkodási szempontból a Zagyva Vízgyűjtő-tervezési alegység működési területét képezi.

## Part menti település
- Mátraterenye